# Machilus kwangtungensis
Machilus kwangtungensis är en lagerväxtart som beskrevs av Y.C. Yang. Machilus kwangtungensis ingår i släktet Machilus och familjen lagerväxter. Inga underarter finns listade i Catalogue of Life.